# Velîka Mecetnea, Krîve Ozero
Velîka Mecetnea (în ucraineană Велика Мечетня) este localitatea de reședință a comunei Velîka Mecetnea din raionul Krîve Ozero, regiunea Mîkolaiiv, Ucraina.

## Demografie
Componența lingvistică a localității Velîka Mecetnea
     Ucraineană (97,34%)
     Rusă (1,33%)
     Alte limbi (0,81%)
Conform recensământului din 2001, majoritatea populației localității Velîka Mecetnea era vorbitoare de ucraineană (97,34%), existând în minoritate și vorbitori de rusă (1,33%).